# Casa de la Ciutat (Mataró)
La Casa de la Ciutat és un edifici del municipi de Mataró (Maresme) que forma part de l'Inventari del Patrimoni Arquitectònic de Catalunya.

## Descripció
És un edifici civil aïllat. Consta de planta baixa, dos pisos i golfes. La reforma del segle xix va canviar totalment el caràcter de l'edifici, que actualment es podria considerar de tipus neoclàssic, amb frontons triangulars sobre els tres balcons principals; amb medallons amb els rostres de mataronins il·lustres a les llindes (Jaume Creus, per la religió; Antoni Puig i Blanch, per les lletres; i Damià Campeny per les arts); balustrades i coronament escultòric. Flanquejant l'entrada hi ha dues fornícules amb estàtues que representen la prudència i la justícia, obra de Josep A. Santigosa (1879). El vestíbul és decorat amb pintures de Jordi Puiggalí, amb escenes de la història de la ciutat. La sala de sessions té un bonic enteixinat. El model d'edifici sembla tret de l'ajuntament de Barcelona, amb el que té moltes similituds.

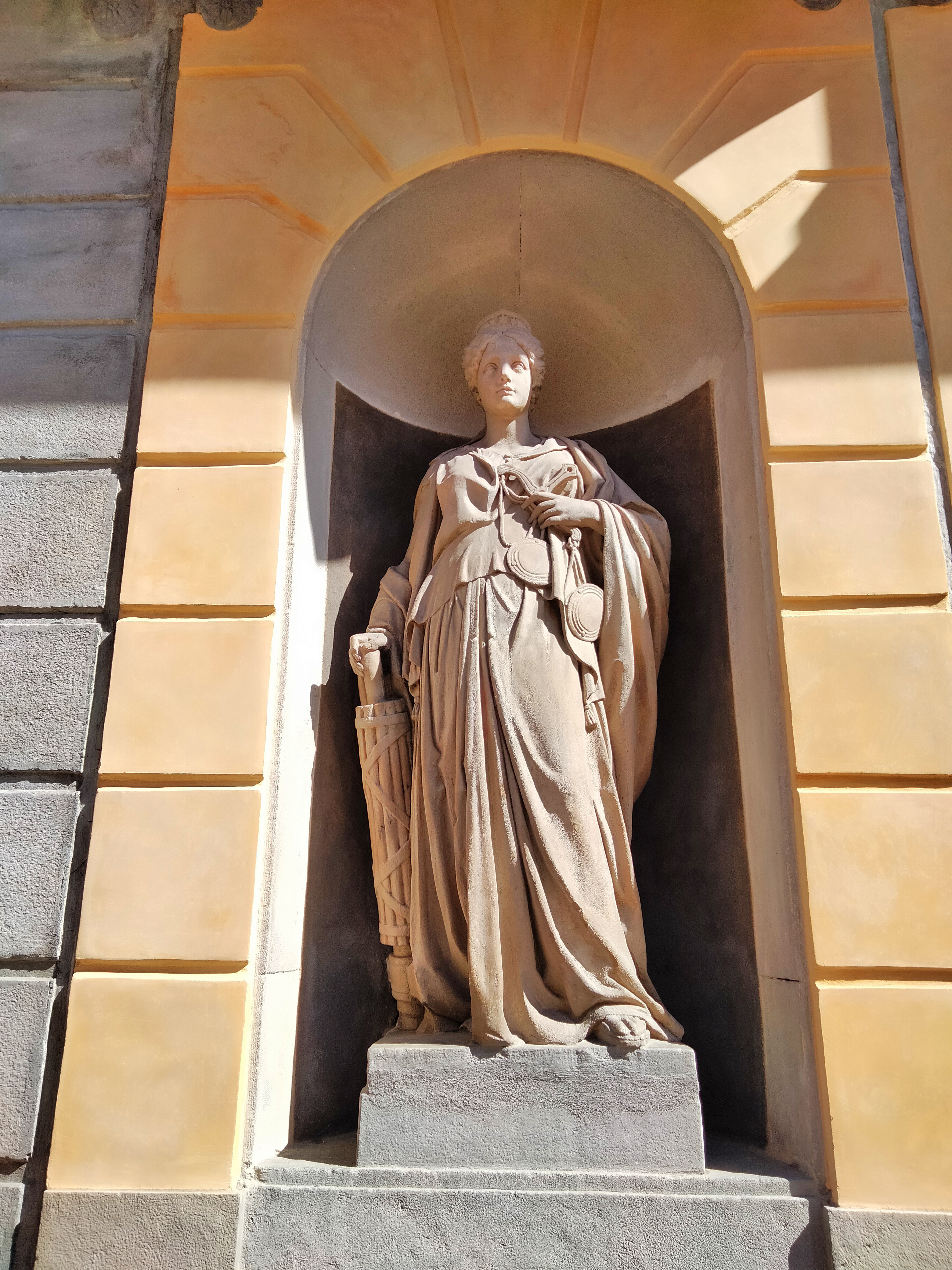
Al·legoria de la Justícia, de Josep Anicet Santigosa, a la façana

## Història
L'actual edifici fou construït el 1635 per Jaume Vendrell i reformat sota les ordres de Miquel Garriga i Roca el 1867, sense cap mena de respecte per l'edifici original. A aquesta reforma del segle xix se li han afegit les contemporànies, que encara han malmès més la construcció original.